# Griva de Dixon
La griva de Dixon (Zoothera dixoni) és un ocell de la família dels túrdids (Turdidae).

## Hàbitat i distribució
Habita densos boscos i formacions arbustives de l'Himàlaia, al nord i est de l'Índia, sud-est del Tibet, sud-oest de la Xina i nord de Myanmar.